# 西澤敬一
西澤 敬一（にしざわ けいいち、1944年（昭和19年）6月6日 - 2014年（平成26年）10月18日）は、日本のオペラ演出家。西沢敬一という表記も見られる。

## 経歴
宮城県仙台市生まれ。慶應義塾大学経済学部卒業と同時に二期会オペラの制作部に所属。演出家としてのデビューは1967年（昭和42年）7月の東京声専音楽学校研究科第一回オペラ公演フロトー『マルタ』である。1968年（昭和43年）9月には日本オペラ研究会創立10周年記念創作オペラシリーズNo.4 林光『あまんじゃくとうりこひめ』菅野浩和『イソップの森』において林三好のもとで舞台監督助手。1968年（昭和43年）10月の東京声専音楽学校オペラ科第10回公演グルック『タウリスのイフィゲニア』（日本語上演）では歌詞の日本語訳と舞台監督を担当している。同年11月 - 12月の二期会・藤原歌劇団合同の石井歓『袈裟と盛遠』では、再び林三好のもとで舞台監督助手。1969年（昭和44年）1月 - 2月の二期会ワーグナー『ラインの黄金』においても同様に舞台監督助手。同年6月のヨハン・シュトラウス2世『こうもり』で栗山昌良の演出助手となり、同年9月の宮原禎次『まぼろし五橋』錦帯橋物語では舞台監督。同年11月～12月の二期会モーツァルト『魔笛』では内垣啓一のもとで演出助手を務めている。1970年（昭和55年）2月の二期会ロッシーニ『セビリアの理髪師』では再び栗山昌良の演出助手となり、以後、内垣啓一、中村哮夫、栗山昌良、鈴木敬介、三谷礼二らのもとで10年間演出助手及び制作に携わる。
1976年（昭和51年）より1年間文化庁派遣の芸術家在外研修員として、ニュルンベルク州立歌劇場に留学。ハンス＝ペーター・レーマンに師事。レーマンの師はヴィーラント・ワーグナーであり、西澤はヴィーラントの孫弟子ということになる。
帰国後、二期会での演出家デビュー作は1977年（昭和52年）ドニゼッティ『ランメルモールのルチア』である。以後、二期会を中心に、特にドイツオペラの演出の大半は西澤が担当している。また上述の『ルチア』の他、『春琴抄』『運命の力』『リゴレット』『シモン・ボッカネグラ』『イル・トロヴァトーレ』『カルメン』等、ドイツオペラ以外の演出も務めている。また東京室内歌劇場パーセル『ディドとエネアス』日本語訳詞、新国立劇場フンパーディンク『ヘンゼルとグレーテル』字幕等も手掛けている。
1997年（平成9年）新国立劇場こけら落とし公演 團伊玖磨『建・TAKERU』の演出を任された。また、開場記念公演ワーグナー『ローエングリン』(演出：ヴォルフガング・ワーグナー）では芸術監督（畑中良輔）の補佐を務めている。
その後いくつかの演出を手掛けたが、2002年（平成14年）10月の二期会ニューウェーブオペラ劇場モンテヴェルディ『ポッペアの戴冠』を最後に、以降の演出記録は確認できない。
2014年（平成26年）10月18日、病気のため死去。70歳没。